# Christian Friedrich Gotthard Westfeld
Christian Friedrich Gotthard Westfeld (* 2. Juni 1746 in Apfelstädt; † 23. März 1823 in Weende) war zuletzt Klosteramtmann und Pächter des Klosters Weende. Er setzte sich für die Befreiung der Bauern von Frondiensten ein.

## Ausbildung und beruflicher Werdegang
Christian Westfeld wurde 1746 in Apfelstädt im Herzogtum Gotha als Sohn des Pfarrers (und späteren Superintendenten in Ichtershausen und Gräfentonna) Tobias Westfeld geboren. Er besuchte in Göttingen zunächst das Gymnasium, dann die Universität und studierte dort Theologie, später dann auch Mathematik und Natur- und Staatswissenschaften.
Nach seinem Studium wurde er zunächst Rektor an der Stadtschule in Bückeburg und am 11. April 1768 im Alter von 21 Jahren vom Grafen zu Schaumburg-Lippe zum „Kammerrat cum voto et sessione in collegio camerali“ ernannt. Als Kammerrat hat er von Bückeburg aus die Berufung Herders dorthin betrieben. Er befasste sich mit der Ablösung der Hand- und Spanndienste der Bauern durch Geldzahlungen und schrieb darüber 1773 eine Preisschrift Über die Abstellung des Herrendienstes.
Später wurde er von der Regierung des Kurfürstentums Hannover als Klosteramtmann des Klosters Wülfinghausen berufen. Er beschäftigte sich nun mit der Ablösung der bäuerlichen Dienstpflichten auf den Domänen des Kurfürstentums und der Klosterkammer. Später wurde er Klosteramtmann und Pächter des Klosters Weende bei Göttingen und entwickelte das Klostergut zu einem landwirtschaftlichen Musterbetrieb.
Er beschäftigte sich nicht nur mit Fragen der Verwaltung und der Landwirtschaft, sondern auch mit naturwissenschaftlichen Fragestellungen, dabei neben der Mineralogie auch mit der Farbenlehre. Mit seiner Schrift Die Erzeugung von Farben, eine Hypothese (1767) beschäftigt sich Goethe in seiner Farbenlehre über einige Seiten hinweg. Westfeld veröffentlichte aber auch Über den Einfluß des Mondes auf die Erde, über die Einführung einer Patentsteuer (1809) und über andere naturwissenschaftliche und landwirtschaftliche Themen. Er war ab 1797 Mitglied der Königlichen Gesellschaft der Wissenschaften in Göttingen und genoss dort hohes Ansehen.
In der napoleonischen Zeit war Westfeld für das Leinedepartment Mitglied in den Reichsständen des Königreichs Westphalen.

## Werke
- Über die Abstellung des Herrndienstes. Lemgo 1773 (Online: LLB Detmold)